# Люзерн Тауншип (округ Фаєтт, Пенсільванія)
Люзерн Тауншип (англ. Luzerne Township) — селище (англ. township) в США, в окрузі Файєтт штату Пенсільванія. Населення — 5586 осіб (2020).

## Демографія
Згідно з переписом 2010 року, у селищі мешкало 5965 осіб у 1726 домогосподарствах у складі 1163 родин. Було 1943 помешкання
Расовий склад населення:
| - 74,7 % — білих - 20,7 % — чорних або афроамериканців - 0,2 % — азіатів - 0,1 % — корінних американців - 3,6 % — осіб інших рас |

До двох чи більше рас належало 0,6 %. Частка іспаномовних становила 3,9 % від усіх жителів.
За віковим діапазоном населення розподілялося таким чином: 12,2 % — особи молодші 18 років, 73,9 % — особи у віці 18—64 років, 13,9 % — особи у віці 65 років та старші. Медіана віку мешканця становила 41,3 року. На 100 осіб жіночої статі у селищі припадало 185,1 чоловіків;  на 100 жінок у віці від 18 років та старших — 202,4 чоловіків також старших 18 років.
Середній дохід на одне домашнє господарство  становив 57 408 доларів США (медіана — 49 844), а середній дохід на одну сім'ю — 60 199 доларів (медіана — 56 583). Медіана доходів становила 33 763 долари для чоловіків та 31 899 доларів для жінок. За межею бідності перебувало 4,5 % осіб, у тому числі 2,2 % дітей у віці до 18 років та 8,3 % осіб у віці 65 років та старших.
Цивільне працевлаштоване населення становило 1595 осіб. Основні галузі зайнятості: освіта, охорона здоров'я та соціальна допомога — 24,2 %, роздрібна торгівля — 19,3 %, транспорт — 12,2 %, виробництво — 11,8 %.